# FK Teleoptik
FK Teleoptik Belgrad (serb: ФК Телеоптик) – serbski klub piłkarski z Belgradu, utworzony w roku 1952. Obecnie występuje w serbskiej Srpska Liga Beograd.

## Reprezentanci kraju grający w klubie
- Ifeanyi Emeghara
- Danko Lazović
- Milivoje Ćirković